# Ain Mäeots
Ain Mäeots (ur. 25 grudnia 1971) – estoński aktor i reżyser teatralny i filmowy.

## Życiorys
Ukończył studia reżyserskie w 1994 roku w szkole przy Estońskiej Akademii Muzyki i Teatru, następnie pracował w teatrze Vanemuine.

## Filmografia

### Aktor
- 2007: Jan Uuspõld läheb Tartusse (Jan Uuspõld idzie do Tartu), zagrał samego siebie
- 2015: 1944 jako kapitan Evald Viires

### Reżyser
- 2008: Taarka
- 2012: Deemonid